# Canton de Castellane
Pour les articles homonymes, voir Castellane (homonymie).
Le canton de Castellane est une circonscription électorale française située dans le sud-est du département des Alpes-de-Haute-Provence, en région Provence-Alpes-Côte d'Azur. À la suite du redécoupage cantonal de 2014, les limites territoriales du canton sont remaniées. Le nombre de communes du canton passe de 7 à 32.

## Histoire
Par décret du 24 février 2014, le nombre de cantons du département est divisé par deux, avec mise en application aux élections départementales de mars 2015. Le canton de Castellane est conservé et s'agrandit. Il passe de 7 à 32 communes.

## Géographie
Ce canton est organisé autour de Castellane dans l'arrondissement de Castellane. Son altitude varie de 414 m (Entrevaux) à 3 040 m (Allos) pour une altitude moyenne de m.
| Nom de la commune      | Alt. mini (m) | Alt. maxi (m) |
| ---------------------- | ------------- | ------------- |
| Allons                 | 951           | 1 992         |
| Allos                  | 1 339         | 3 040         |
| Angles                 | 880           | 1 777         |
| Annot                  | 599           | 1 638         |
| Beauvezer              | 1 120         | 2 490         |
| Braux                  | 639           | 1 600         |
| Castellane             | 639           | 1 761         |
| Castellet-lès-Sausses  | 510           | 2 564         |
| Colmars                | 1 175         | 2 745         |
| Val-de-Chalvagne       | 599           | 1 587         |
| Demandolx              | 788           | 1 894         |
| Entrevaux              | 414           | 1 541         |
| Le Fugeret             | 760           | 1 960         |
| La Garde               | 777           | 1 894         |
| Lambruisse             | 933           | 2 000         |
| Méailles               | 867           | 2 183         |
| Moriez                 | 820           | 1 700         |
| La Mure-Argens         | 890           | 2 120         |
| Peyroules              | 919           | 1 894         |
| La Rochette            | 637           | 1 505         |
| Rougon                 | 568           | 1 900         |
| Saint-André-les-Alpes  | 880           | 1 784         |
| Saint-Benoît           | 515           | 1 402         |
| Saint-Julien-du-Verdon | 869           | 1 760         |
| Saint-Pierre           | 617           | 1 199         |
| Sausses                | 568           | 2 151         |
| Soleilhas              | 931           | 1 894         |
| Thorame-Basse          | 985           | 2 395         |
| Thorame-Haute          | 971           | 2 693         |
| Ubraye                 | 720           | 1 938         |
| Vergons                | 860           | 1 938         |
| Villars-Colmars        | 1 164         | 2 642         |

## Représentation

### Conseillers généraux de 1833 à 2015
| Période | Période          | Identité                                                  | Étiquette             | Qualité                                                                                                   |
| ------- | ---------------- | --------------------------------------------------------- | --------------------- | --- |
| 1833    | 1836             | Elzéard Alexandre Tartanson (1803-1887)                   |                       | Propriétaire, ancien receveur des finances à Castellane Elu en 1840 dans le Canton d'Annot                |
| 1836    | 1840 (démission) | Henri Féraud fils                                         |                       | Notaire, maire de Castellane Nommé Sous-Préfet en 1840                                                    |
| 1840    | 1842 (décès)     | Antoine Paul de Sausses (1786-1842)                       |                       | Notaire, maire de Castellane                                                                              |
| 1842    | 1848             | Joseph Désiré Collomp (1801-1881)                         |                       | Procureur du Roi près le Tribunal de Castellane                                                           |
| 1848    | 1855             | Jean Joseph Maurice Viton                                 | Républicain           | Notaire à Castellane                                                                                      |
| 1855    | 1861             | Germain Chauvin                                           |                       | Négociant et banquier à Castellane                                                                        |
| 1861    | 1864             | Jean-Baptiste Augustin Octave Rabiers la Baume du Villars |                       | Ancien Préfet des Hautes-Alpes Elu en 1864 dans le Canton d'Annot                                         |
| 1864    | 1871             | Napoléon-Florent Coste                                    |                       | Avocat à Castellane                                                                                       |
| 1871    | 1874             | Jean-Baptiste Arnaud                                      |                       | Notaire à Castellane                                                                                      |
| 1874    | 1877             | Albert Marie Joseph Imbert                                | Droite                | Docteur en médecine, conseiller municipal de Castellane puis maire de La Garde                            |
| 1877    | 1886             | Arthur Eugène Picard                                      | Républicain           | Avocat - Député (1876-1877 et 1878-1885) Ancien Sous-Préfet de Forcalquier                                |
| 1886    | 1892             | Roch Viton                                                | Républicain           | Notaire, maire de Castellane                                                                              |
| 1892    | 1893 (démission) | Lucien Faissolle (1845-1901)                              | Républicain           | Fabricant d'eaux gazeuses Administrateur de Grand-Bassam (Côte d'Ivoire) Maire de Castellane              |
| 1893    | 1919             | Léon Imbert                                               | Républicain           | Docteur en médecine                                                                                       |
| 1919    | 1928             | Alfred Escarras (1850-?)                                  |                       | Docteur en médecine, externe des hôpitaux Maire de La Garde                                               |
| 1928    | 1940             | Félix Broussard (1898-1988)                               | URD                   | Médecin à Castellane                                                                                      |
|         |                  |                                                           |                       | |
| 1943    | 1945             | Toussaint Laugier (1900-1972)                             | ?                     | Propriétaire à La Cébière Maire de Castellane Nommé conseiller départemental en 1943                      |
|         |                  |                                                           |                       | |
| 1945    | 1961             | Germain Roux                                              | SFIO                  | Maréchal-ferrant à Castellane                                                                             |
| 1961    | 1979             | Maurice Leth (1920-2006)                                  | DVG puis FGDS puis PS | Maire de Demandolx, conseiller régional                                                                   |
| 1979    | 1992             | Maurice Boniface (1914-1994)                              | UDF                   | Chef d'entreprise Maire de Castellane de 1971 à 1989 Président du Conseil Général (1988-1992)             |
| 1992    | 1998             | Michel Carle                                              | UDF                   | Pharmacien Maire de Castellane de 1989 à 2008                                                             |
| 1998    | 2015             | Gilbert Sauvan                                            | PS                    | Fonctionnaire Maire de Castellane (2008-2012) Président du Conseil Général (2012-2015) Député (2012-2017) |

### Conseillers d'arrondissement (de 1833 à 1940)
Le canton de Castellane avait deux conseillers d'arrondissement.
| Période                                  | Période | Identité                          | Étiquette                | Qualité |
| ---------------------------------------- | ------- | --------------------------------- | ------------------------ | --- |
| 1833                                     | 1848    | Étienne Mistral                   |                          | Greffier au Tribunal civil de Castellane Nommé juge de paix du canton d'Annot en 1849                       |
| 1833                                     | 1836    | Lucien-Aimé Tartanson (1797-1875) |                          | Avoué, propriétaire à Castellane                                                                            |
| 1836                                     | 1839    | M. Simon                          |                          | Médecin à Castellane                                                                                        |
|                                          |         |                                   |                          | |
| 1877                                     | 1880    | Auguste Daniel Saurin             | Républicain              | Percepteur à Castellane                                                                                     |
| 1880                                     |         | Félicien Collomp                  | Républicain              | Adjoint au maire de Castellane                                                                              |
|                                          |         |                                   |                          | |
| av.1890                                  |         | André Collomp                     |                          | Agriculteur à Castellane                                                                                    |
|                                          |         |                                   |                          | |
| 1901                                     | 1913    | M. Blanc                          |                          | |
| 1901                                     | 1913    | M. Félizat                        |                          | |
| 1913                                     | 1931    | Émile Broussard                   | Républicain progressiste | Notaire, adjoint au maire de Castellane                                                                     |
| 1913                                     | 1931    | Joseph Gouin                      | Républicain progressiste | |
|                                          |         |                                   |                          | |
| 1931                                     |         | Louis Raynaud                     | Républicain modéré       | Adjoint au maire de Castellane                                                                              |
| 1931                                     |         | Adolphe Saurin                    | Républicain modéré       | Conseiller municipal de Castellane                                                                          |
| 1940                                     |         |                                   |                          | Les conseils d'arrondissement ont été suspendus par la loi du 12 octobre 1940 et n'ont jamais été réactivés |
| Les données manquantes sont à compléter. |         |                                   |                          | |

### Conseillers départementaux après 2015
| Période élective | Période élective | Mandat | Mandat       | Identité             | Nuance | Nuance | Qualité |
| ---------------- | ---------------- | ------ | ------------ | -------------------- | ------ | ------ | --- |
| 2015             | 2021             | 2015   | 2021         | Alberte Vallée       |        | LREM   | Conseillère municipale d'Allos jusqu'en 2020, ancienne conseillère générale du canton d'Allos-Colmars                        |
| 2015             | 2021             | 2015   | 2017 (décès) | Gilbert Sauvan       |        | PS     | Président du conseil départemental (2015-2017) Député de la première circonscription des Alpes-de-Haute-Provence (2012-2017) |
| 2015             | 2021             | 2017   | 2021         | Thierry Collomp      |        | DVG    | Maire de Saint-Julien-du-Verdon                                                                                              |
| 2021             | 2028             | 2021   | en cours     | Alain Delsaux        |        | LR     | Ancien cadre Maire de La Mure-Argens                                                                                         |
| 2021             | 2028             | 2021   | en cours     | Magali Surle-Girieud |        | LR     | Cadre Maire de Colmars, 2e vice-présidente du conseil départemental                                                          |

#### Élections de mars 2015
À l'issue du premier tour des élections départementales de 2015, deux binômes sont en ballottage : Gilbert Sauvan et Alberte Vallée (PS, 42,61 %) et Jacques Boetti et Magali Surle-Girieud (UMP, 36,8 %). Le taux de participation est de 63,41 % (5 433 votants sur 8 568 inscrits) contre 55,34 % au niveau départemental et 50,17 % au niveau national.
Au second tour, Gilbert Sauvan et Alberte Vallée (PS) sont élus avec 50,53 % des suffrages exprimés et un taux de participation de 67,02 % (2 712 voix pour 5 742 votants et 8 567 inscrits).
Alberte Vallée (DVG) est membre du groupe LREM et apparentés.
Thierry Collomp est membre du groupe Majorité départementale.

#### Élections de juin 2021
Le premier tour des élections départementales de 2021 est marqué par un très faible taux de participation (33,26 % au niveau national). Dans le canton de Castellane, ce taux de participation est de 50,05 % (4 290 votants sur 8 571 inscrits) contre 40,72 % au niveau départemental. À l'issue de ce premier tour,  le binôme constitué de Alain Delsaux et Magali Girieud (LR, 52,76 %), est élu avec 52,76 % des suffrages exprimés.

## Composition

### Composition avant 2015
Le canton de Castellane regroupait sept communes.
| Nom                    | Code Insee | Codepostal | Superficie (km2) | Population (dernière pop. légale) | Densité (hab./km2) |
| ---------------------- | ---------- | ---------- | ---------------- | --------------------------------- | ------------------ |
| Castellane (chef-lieu) | 04039      | 04120      | 117,79           | 1 557 (2012)                      | 13                 |
| Demandolx              | 04069      | 04120      | 20,37            | 118 (2012)                        | 5,8                |
| La Garde               | 04092      | 04120      | 16,63            | 85 (2012)                         | 5,1                |
| Peyroules              | 04148      | 04120      | 33,34            | 227 (2012)                        | 6,8                |
| Rougon                 | 04171      | 04120      | 35,83            | 103 (2012)                        | 2,9                |
| Saint-Julien-du-Verdon | 04183      | 04170      | 6,19             | 154 (2012)                        | 25                 |
| Soleilhas              | 04210      | 04120      | 34,53            | 119 (2012)                        | 3,4                |

### Composition depuis 2015
Le nouveau canton de Castellane regroupe trente-deux communes.
| Nom                                | Code Insee | Intercommunalité                              | Superficie (km2) | Population (dernière pop. légale) | Densité (hab./km2) | Modifier                                    |
| ---------------------------------- | ---------- | --------------------------------------------- | ---------------- | --------------------------------- | ------------------ | ------------------------------------------- |
| Castellane (bureau centralisateur) | 04039      | CC Alpes Provence Verdon - Sources de Lumière | 117,79           | 1 454 (2022)                      | 12                 | modifier les données · modifier les données |
| Allons                             | 04005      | CC Alpes Provence Verdon - Sources de Lumière | 41,71            | 125 (2022)                        | 3,0                | modifier les données · modifier les données |
| Allos                              | 04006      | CC Alpes Provence Verdon - Sources de Lumière | 116,65           | 816 (2022)                        | 7,0                | modifier les données · modifier les données |
| Angles                             | 04007      | CC Alpes Provence Verdon - Sources de Lumière | 9,83             | 70 (2022)                         | 7,1                | modifier les données · modifier les données |
| Annot                              | 04008      | CC Alpes Provence Verdon - Sources de Lumière | 29,80            | 1 013 (2022)                      | 34                 | modifier les données · modifier les données |
| Beauvezer                          | 04025      | CC Alpes Provence Verdon - Sources de Lumière | 26,98            | 387 (2022)                        | 14                 | modifier les données · modifier les données |
| Braux                              | 04032      | CC Alpes Provence Verdon - Sources de Lumière | 11,67            | 134 (2022)                        | 11                 | modifier les données · modifier les données |
| Castellet-lès-Sausses              | 04042      | CC Alpes Provence Verdon - Sources de Lumière | 53,91            | 140 (2022)                        | 2,6                | modifier les données · modifier les données |
| Colmars                            | 04061      | CC Alpes Provence Verdon - Sources de Lumière | 81,82            | 548 (2022)                        | 6,7                | modifier les données · modifier les données |
| Demandolx                          | 04069      | CC Alpes Provence Verdon - Sources de Lumière | 20,37            | 111 (2022)                        | 5,4                | modifier les données · modifier les données |
| Entrevaux                          | 04076      | CC Alpes Provence Verdon - Sources de Lumière | 60,37            | 791 (2022)                        | 13                 | modifier les données · modifier les données |
| Le Fugeret                         | 04090      | CC Alpes Provence Verdon - Sources de Lumière | 28,38            | 200 (2022)                        | 7,0                | modifier les données · modifier les données |
| La Garde                           | 04092      | CC Alpes Provence Verdon - Sources de Lumière | 16,63            | 126 (2022)                        | 7,6                | modifier les données · modifier les données |
| Lambruisse                         | 04099      | CC Alpes Provence Verdon - Sources de Lumière | 21,78            | 81 (2022)                         | 3,7                | modifier les données · modifier les données |
| Méailles                           | 04115      | CC Alpes Provence Verdon - Sources de Lumière | 32,74            | 118 (2022)                        | 3,6                | modifier les données · modifier les données |
| Moriez                             | 04133      | CC Alpes Provence Verdon - Sources de Lumière | 37,18            | 238 (2022)                        | 6,4                | modifier les données · modifier les données |
| La Mure-Argens                     | 04136      | CC Alpes Provence Verdon - Sources de Lumière | 34,73            | 333 (2022)                        | 9,6                | modifier les données · modifier les données |
| Peyroules                          | 04148      | CC Alpes Provence Verdon - Sources de Lumière | 33,34            | 248 (2022)                        | 7,4                | modifier les données · modifier les données |
| La Rochette                        | 04170      | CC Alpes Provence Verdon - Sources de Lumière | 18,80            | 72 (2022)                         | 3,8                | modifier les données · modifier les données |
| Rougon                             | 04171      | CC Alpes Provence Verdon - Sources de Lumière | 35,83            | 120 (2022)                        | 3,3                | modifier les données · modifier les données |
| Saint-André-les-Alpes              | 04173      | CC Alpes Provence Verdon - Sources de Lumière | 47,46            | 1 030 (2022)                      | 22                 | modifier les données · modifier les données |
| Saint-Benoît                       | 04174      | CC Alpes Provence Verdon - Sources de Lumière | 21,03            | 166 (2022)                        | 7,9                | modifier les données · modifier les données |
| Saint-Julien-du-Verdon             | 04183      | CC Alpes Provence Verdon - Sources de Lumière | 6,19             | 176 (2022)                        | 28                 | modifier les données · modifier les données |
| Saint-Pierre                       | 04194      | CC Alpes Provence Verdon - Sources de Lumière | 5,62             | 97 (2022)                         | 17                 | modifier les données · modifier les données |
| Sausses                            | 04202      | CC Alpes Provence Verdon - Sources de Lumière | 14,68            | 129 (2022)                        | 8,8                | modifier les données · modifier les données |
| Soleilhas                          | 04210      | CC Alpes Provence Verdon - Sources de Lumière | 34,53            | 91 (2022)                         | 2,6                | modifier les données · modifier les données |
| Thorame-Basse                      | 04218      | CC Alpes Provence Verdon - Sources de Lumière | 97,72            | 208 (2022)                        | 2,1                | modifier les données · modifier les données |
| Thorame-Haute                      | 04219      | CC Alpes Provence Verdon - Sources de Lumière | 108,35           | 247 (2022)                        | 2,3                | modifier les données · modifier les données |
| Ubraye                             | 04224      | CC Alpes Provence Verdon - Sources de Lumière | 35,65            | 99 (2022)                         | 2,8                | modifier les données · modifier les données |
| Val-de-Chalvagne                   | 04043      | CC Alpes Provence Verdon - Sources de Lumière | 32,57            | 83 (2022)                         | 2,5                | modifier les données · modifier les données |
| Vergons                            | 04236      | CC Alpes Provence Verdon - Sources de Lumière | 45,73            | 114 (2022)                        | 2,5                | modifier les données · modifier les données |
| Villars-Colmars                    | 04240      | CC Alpes Provence Verdon - Sources de Lumière | 40,59            | 254 (2022)                        | 6,3                | modifier les données · modifier les données |
| Canton de Castellane               | 0402       |                                               | 1 320,43         | 9 819 (2022)                      | 7,4                | modifier les données                        |

## Démographie

### Démographie avant 2015
| 1962  | 1968  | 1975  | 1982  | 1990  | 1999  | 2006  | 2011  | 2012  |
| ----- | ----- | ----- | ----- | ----- | ----- | ----- | ----- | ----- |
| 1 691 | 1 598 | 1 630 | 1 821 | 1 905 | 2 082 | 2 430 | 2 369 | 2 363 |

### Démographie depuis 2015
En 2022, le canton comptait 9 819 habitants, en évolution de +0,83 % par rapport à 2016 (Alpes-de-Haute-Provence : +2,84 %, France hors Mayotte : +2,11 %).
| 2013  | 2018  | 2022  |
| ----- | ----- | ----- |
| 9 497 | 9 788 | 9 819 |